# ドラマDEEP
『ドラマDEEP』（ドラマディープ）は、2023年4月より日本テレビほかにて放送されている深夜ドラマ枠。

## 概要
本枠は2023年春の改編で新設された深夜ドラマ枠である。日本テレビが金曜深夜（土曜未明）に深夜ドラマ枠を設置するのは2001年10月から2002年3月まで放送された『D-TODAY』以来21年ぶりである。
基本コンセプトとして、深夜放送だから描けるディープな人間模様が描かれた愛憎劇や大人の恋愛ものが中心となっている。
開始から2024年3月30日までは『金曜ドラマDEEP』（きんようドラマディープ）と題していたが、2024年4月改編で同年4月3日より火曜プラチナイト第2部（水曜未明）に移動し、ローカルセールス枠からネットワークセールス枠に移行され、枠タイトルも「金曜」を外して『ドラマDEEP』に改題した。
2025年4月から6月までは、テレビアニメ『機動戦士Gundam GQuuuuuuX』を放送するために一時的に休止となり、7月より再開された。

## 作品一覧

### 金曜ドラマDEEP

#### 2023年
1. 『夫婦が壊れるとき』
  - 4月8日 - 7月1日
  - 原作：マイク・バートレット（英語版）「女医フォスター 夫の情事、私の決断」（原題：Doctor Foster）
  - 主演：稲森いずみ
  - 制作協力：テレパック
2. 『癒やしのお隣さんには秘密がある』
  - 7月8日 - 9月30日
  - 原作：嶋伏ろう/ 梅澤夏子「癒やしのお隣さんには秘密がある」
  - 主演：田辺桃子、小関裕太
  - 制作協力：オフィスクレッシェンド
3. 『秘密を持った少年たち』
  - 10月7日 - 12月23日
  - 主演：龍宮城
  - 制作協力：AOI Pro.

#### 2024年
1. 『消せない「私」-復讐の連鎖-』
  - 1月6日 - 3月30日
  - 原作：黒田しのぶ「消せない「私」〜炎上しつづけるデジタルタトゥー〜」
  - 主演：志田彩良
  - 制作協力：AX-ON

### ドラマDEEP

#### 2024年
1. 『肝臓を奪われた妻』
  - 4月3日 - 6月26日
  - 原作：Mana・JYUN
  - 主演：伊原六花
  - 制作：オフィスクレッシェンド
2. 『どうか私より不幸でいて下さい』
  - 7月10日 - 9月25日
  - 原作：さいマサ、竹野筍（作画）、ましき（構成）
  - 主演：吉谷彩子、浅川梨奈
  - 制作：AX-ON、unicos
3. 『3年C組は不倫してます。』
  - 10月2日 - 12月18日
  - 作：storyboardライターズチーム
  - 主演：莉子
  - 制作：storyboard

#### 2025年
1. 『いきなり婚』
  - 1月8日 - 3月26日
  - 原作：櫻井音衣
  - 主演：齊藤京子
  - 制作協力：AX-ON、アバンズゲート
2. 『完全不倫 -隠す美学、暴く覚悟-』
  - 7月2日 -
  - 主演：仁村紗和・前田公輝
  - 制作：ケイファクトリー

## ネット局

### ローカルセールス時代（2024年3月まで）
全編ローカルセールス枠のため、以下の日本テレビ系列局のみでの放送になる。
| 放送対象地域   | 放送局                    | 系列                                         | 放送日時                      | ネット状況 |
| -------------- | ------------------------- | -------------------------------------------- | ----------------------------- | ---------- |
| 関東広域圏     | 日本テレビ（NTV） 制作局  | 日本テレビ系列                               | 土曜 0:30 - 0:59 （金曜深夜） | 同時ネット |
| 青森県         | 青森放送（RAB）           | 日本テレビ系列                               | 土曜 0:30 - 0:59 （金曜深夜） | 同時ネット |
| 岩手県         | テレビ岩手（TVI）         | 日本テレビ系列                               | 土曜 0:30 - 0:59 （金曜深夜） | 同時ネット |
| 宮城県         | ミヤギテレビ（MMT）       | 日本テレビ系列                               | 土曜 0:30 - 0:59 （金曜深夜） | 同時ネット |
| 山形県         | 山形放送（YBC）           | 日本テレビ系列                               | 土曜 0:30 - 0:59 （金曜深夜） | 同時ネット |
| 福島県         | 福島中央テレビ（FCT）     | 日本テレビ系列                               | 土曜 0:30 - 0:59 （金曜深夜） | 同時ネット |
| 山梨県         | 山梨放送（YBS）           | 日本テレビ系列                               | 土曜 0:30 - 0:59 （金曜深夜） | 同時ネット |
| 新潟県         | テレビ新潟（TeNY）        | 日本テレビ系列                               | 土曜 0:30 - 0:59 （金曜深夜） | 同時ネット |
| 長野県         | テレビ信州（TSB）         | 日本テレビ系列                               | 土曜 0:30 - 0:59 （金曜深夜） | 同時ネット |
| 静岡県         | 静岡第一テレビ（SDT）     | 日本テレビ系列                               | 土曜 0:30 - 0:59 （金曜深夜） | 同時ネット |
| 富山県         | 北日本放送（KNB）         | 日本テレビ系列                               | 土曜 0:30 - 0:59 （金曜深夜） | 同時ネット |
| 石川県         | テレビ金沢（KTK）         | 日本テレビ系列                               | 土曜 0:30 - 0:59 （金曜深夜） | 同時ネット |
| 中京広域圏     | 中京テレビ（CTV）         | 日本テレビ系列                               | 土曜 0:30 - 0:59 （金曜深夜） | 同時ネット |
| 鳥取県・島根県 | 日本海テレビ（NKT）       | 日本テレビ系列                               | 土曜 0:30 - 0:59 （金曜深夜） | 同時ネット |
| 広島県         | 広島テレビ（HTV）         | 日本テレビ系列                               | 土曜 0:30 - 0:59 （金曜深夜） | 同時ネット |
| 山口県         | 山口放送（KRY）           | 日本テレビ系列                               | 土曜 0:30 - 0:59 （金曜深夜） | 同時ネット |
| 徳島県         | 四国放送（JRT）           | 日本テレビ系列                               | 土曜 0:30 - 0:59 （金曜深夜） | 同時ネット |
| 香川県・岡山県 | 西日本放送（RNC）         | 日本テレビ系列                               | 土曜 0:30 - 0:59 （金曜深夜） | 同時ネット |
| 高知県         | 高知放送（RKC）           | 日本テレビ系列                               | 土曜 0:30 - 0:59 （金曜深夜） | 同時ネット |
| 福岡県         | 福岡放送（FBS）           | 日本テレビ系列                               | 土曜 0:30 - 0:59 （金曜深夜） | 同時ネット |
| 長崎県         | 長崎国際テレビ（NIB）     | 日本テレビ系列                               | 土曜 0:30 - 0:59 （金曜深夜） | 同時ネット |
| 宮崎県         | テレビ宮崎（UMK）         | フジテレビ系列 日本テレビ系列 テレビ朝日系列 | 土曜 0:30 - 0:59 （金曜深夜） | 同時ネット |
| 北海道         | 札幌テレビ（STV）         | 日本テレビ系列                               | 金曜 1:29 - 1:59 （木曜深夜） | 遅れネット |
| 熊本県         | くまもと県民テレビ（KKT） | 日本テレビ系列                               | 木曜 0:59 - 1:29 （水曜深夜） | 遅れネット |

全編ローカルセールス枠のため、日本テレビ以外の通常時同時ネットとする局でも自主編成の都合上臨時に遅れネットまたは非ネットに変更することがある一方、通常時非ネットとする局でも臨時同時ネットで放送する場合がある。
- 同時ネットの放送局は、『金曜ロードショー』、スポーツ中継などの終了時間延長により放送開始時間が変更される場合がある。
- 札幌テレビは「ブギウギ専務」放送のため、遅れネットでの放送となる。2023年5月26日から開始。
- くまもと県民テレビは、2023年6月15日から開始。

### ネットワークセールス時代（2024年4月以降）
日本テレビ系列（クロスネット局を含む）全30局同時ネットで放送中。
| 放送対象地域   | 放送局                    | 系列                                         | 放送日時                      | ネット状況 |
| -------------- | ------------------------- | -------------------------------------------- | ----------------------------- | ---------- |
| 関東広域圏     | 日本テレビ（NTV）         | 日本テレビ系列                               | 水曜 0:24 - 0:54 （火曜深夜） | 制作局     |
| 北海道         | 札幌テレビ（STV）         | 日本テレビ系列                               | 水曜 0:24 - 0:54 （火曜深夜） | 同時ネット |
| 青森県         | 青森放送（RAB）           | 日本テレビ系列                               | 水曜 0:24 - 0:54 （火曜深夜） | 同時ネット |
| 岩手県         | テレビ岩手（TVI）         | 日本テレビ系列                               | 水曜 0:24 - 0:54 （火曜深夜） | 同時ネット |
| 宮城県         | ミヤギテレビ（MMT）       | 日本テレビ系列                               | 水曜 0:24 - 0:54 （火曜深夜） | 同時ネット |
| 秋田県         | 秋田放送（ABS）◆          | 日本テレビ系列                               | 水曜 0:24 - 0:54 （火曜深夜） | 同時ネット |
| 山形県         | 山形放送（YBC）           | 日本テレビ系列                               | 水曜 0:24 - 0:54 （火曜深夜） | 同時ネット |
| 福島県         | 福島中央テレビ（FCT）     | 日本テレビ系列                               | 水曜 0:24 - 0:54 （火曜深夜） | 同時ネット |
| 山梨県         | 山梨放送（YBS）           | 日本テレビ系列                               | 水曜 0:24 - 0:54 （火曜深夜） | 同時ネット |
| 新潟県         | テレビ新潟（TeNY）        | 日本テレビ系列                               | 水曜 0:24 - 0:54 （火曜深夜） | 同時ネット |
| 長野県         | テレビ信州（TSB）         | 日本テレビ系列                               | 水曜 0:24 - 0:54 （火曜深夜） | 同時ネット |
| 静岡県         | 静岡第一テレビ（SDT）     | 日本テレビ系列                               | 水曜 0:24 - 0:54 （火曜深夜） | 同時ネット |
| 富山県         | 北日本放送（KNB）         | 日本テレビ系列                               | 水曜 0:24 - 0:54 （火曜深夜） | 同時ネット |
| 石川県         | テレビ金沢（KTK）         | 日本テレビ系列                               | 水曜 0:24 - 0:54 （火曜深夜） | 同時ネット |
| 福井県         | 福井放送（FBC）◆          | 日本テレビ系列                               | 水曜 0:24 - 0:54 （火曜深夜） | 同時ネット |
| 中京広域圏     | 中京テレビ（CTV）         | 日本テレビ系列                               | 水曜 0:24 - 0:54 （火曜深夜） | 同時ネット |
| 近畿広域圏     | 読売テレビ（ytv）◆        | 日本テレビ系列                               | 水曜 0:24 - 0:54 （火曜深夜） | 同時ネット |
| 鳥取県・島根県 | 日本海テレビ（NKT）       | 日本テレビ系列                               | 水曜 0:24 - 0:54 （火曜深夜） | 同時ネット |
| 広島県         | 広島テレビ（HTV）         | 日本テレビ系列                               | 水曜 0:24 - 0:54 （火曜深夜） | 同時ネット |
| 山口県         | 山口放送（KRY）           | 日本テレビ系列                               | 水曜 0:24 - 0:54 （火曜深夜） | 同時ネット |
| 徳島県         | 四国放送（JRT）           | 日本テレビ系列                               | 水曜 0:24 - 0:54 （火曜深夜） | 同時ネット |
| 香川県・岡山県 | 西日本放送（RNC）         | 日本テレビ系列                               | 水曜 0:24 - 0:54 （火曜深夜） | 同時ネット |
| 愛媛県         | 南海放送（RNB）◆          | 日本テレビ系列                               | 水曜 0:24 - 0:54 （火曜深夜） | 同時ネット |
| 高知県         | 高知放送（RKC）           | 日本テレビ系列                               | 水曜 0:24 - 0:54 （火曜深夜） | 同時ネット |
| 福岡県         | 福岡放送（FBS）           | 日本テレビ系列                               | 水曜 0:24 - 0:54 （火曜深夜） | 同時ネット |
| 長崎県         | 長崎国際テレビ（NIB）     | 日本テレビ系列                               | 水曜 0:24 - 0:54 （火曜深夜） | 同時ネット |
| 熊本県         | くまもと県民テレビ（KKT） | 日本テレビ系列                               | 水曜 0:24 - 0:54 （火曜深夜） | 同時ネット |
| 大分県         | テレビ大分（TOS）◆        | 日本テレビ系列 フジテレビ系列                | 水曜 0:24 - 0:54 （火曜深夜） | 同時ネット |
| 宮崎県         | テレビ宮崎（UMK）         | フジテレビ系列 日本テレビ系列 テレビ朝日系列 | 水曜 0:24 - 0:54 （火曜深夜） | 同時ネット |
| 鹿児島県       | 鹿児島読売テレビ（KYT）◆  | 日本テレビ系列                               | 水曜 0:24 - 0:54 （火曜深夜） | 同時ネット |

◆印の放送局は、『金曜ドラマDEEP』の非ネット局となる。